# Alchemilla elata
Alchemilla elata är en rosväxtart som beskrevs av Robert Buser. Alchemilla elata ingår i släktet daggkåpor, och familjen rosväxter. Inga underarter finns listade i Catalogue of Life.